# تئاتر چارلز
تئاتر چارلز (انگلیسی: Charles Playhouse) تئاتری در بوستون در ایالات متحده آمریکا است که به ثبت ملی رسیده‌است. این تئاتر از دو سالن دویست و پانصد نفره تشکیل شده‌است. ساختمان این تئاتر به سال ۱۸۳۰ بازمی‌گردد و پیش از تبدیل‌شدن به تئاتر یک کنیسه بود. این ساختمان در سال ۱۹۵۸ به یک تئاتر تبدیل شد و هنرمندان مختلفی از جمله آل پاچینو، المپیا دوکاکیس، جان کازال، ند بیتی، جین الکساندر و جیل کلایبورگ، را در خود جای داد.